# Trogon mexicanus
El trogón mexicano, surucuá mexicano, coa mexicana o coa montanés (Trogon mexicanus) es una especie de ave trogonoforme de la familia de los trogónidos.

## Distribución y hábitat
Se encuentra en Guatemala, Honduras, y México. En El Salvador, está presente como vagabundo nómada; con una población en la región que fue cedida a Honduras en 1992 (ver Guerra del Fútbol).
Su hábitat natural son los bosques húmedos de montaña subtropicales o tropicales. Prefiere el pino (árbol de hoja perenne) y los bosques de pino-encino a una altitud de entre 1200 y 3500 metros. A diferencia de otros trogones, esta especie muestra alguna adaptabilidad a los lugares utilizados para uso humano y se han visto en las plantaciones de café con árboles de sombra adecuados como robles.

## Subespecies
Se distinguen las siguientes subespecies:
- Trogon mexicanus clarus Griscom, 1932
- Trogon mexicanus lutescens Griscom, 1932
- Trogon mexicanus mexicanus Swainson, 1827